# Gordon Wren
Gordon L. „Gordy“ Wren (ur. 5 stycznia 1919 w Steamboat Springs, zm. 25 listopada 1999 tamże) – amerykański skoczek narciarski, biegacz narciarski oraz kombinator norweski. Uczestnik Zimowych Igrzysk Olimpijskich 1948 w Sankt Moritz.
Na igrzyskach w 1948 wystąpił w trzech dyscyplinach. W konkursie skoków narciarskich zajął 5. miejsce, w biegu indywidualnym na 18 kilometrów był 77., a w kombinacji norweskiej uplasował się na 29. pozycji (po skokach zajmował 2. miejsce, jednak swoją pozycję stracił w 18-kilometrowym biegu).